# آنتی تیروینن
آنتی تیروینن (انگلیسی: Antti Tyrväinen; ۵ نوامبر ۱۹۳۳ – ۱۳ اکتبر ۲۰۱۳) ورزشکار دوگانه اهل فنلاند بود.